# Ближні острови
Ближні острови (англ. Near Islands,алеут. Sasignan tanangin, Сасігнан танаҥін) — невелика і найзахідніша група островів у складі Алеутського архіпелагу. Загальна площа Ближніх островів складає 1143,8 км²; населення за даними на 2000 рік — 47 осіб, проживає на островах Атту та Симія.

## Географія
Найбільшими в групі є острови Атту, Агатту та острівна група Семічі, що складається у свою чергу з острівців Алаїд, Низький та Симія. У 30 км на північний схід від Симії лежить невеликий риф, відомий як скелі Інгенстрем.

## Історія
Названі так російськими першопрохідниками, як найближчі до Росії острови з усіх Алеутських островів. Вперше офіційно згадані під сучасною назвою в морських звітах 1813—1814 років російським дослідником Лангсдорфом. Із 1867 належать США і входять до складу штату Аляска. У 1943 році острови стали ареною однієї з битв Тихоокеанського театру військових дій Другої світової війни.

## Галерея

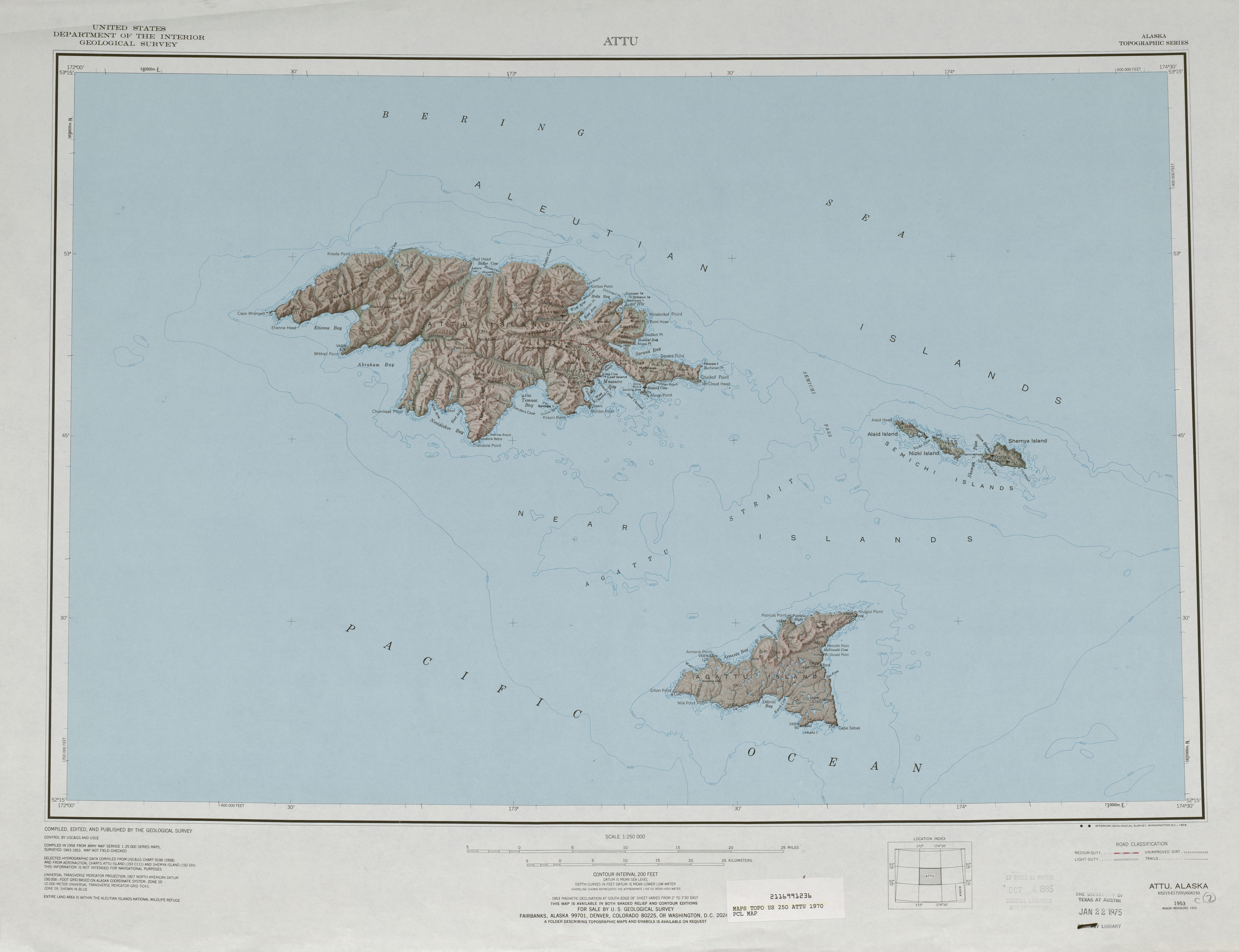
Топографічна карта 1970 року
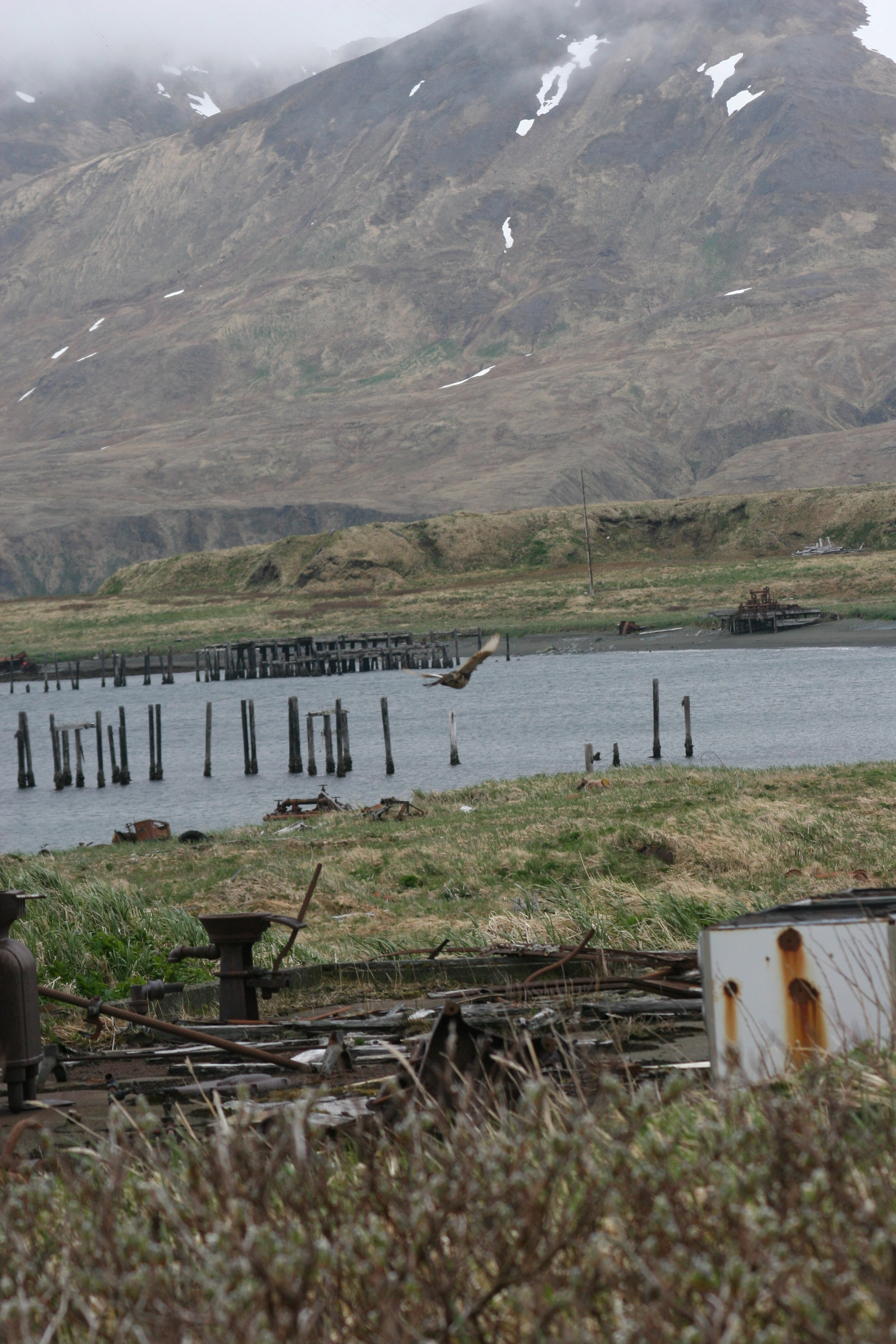
Ближні острови у 2008 році
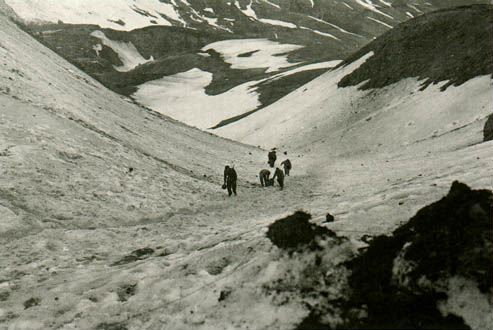
Війська США доставляють постачання на острові Атту в березні 1943 року